# 鶴田町立富士見小学校
鶴田町立富士見小学校（つるたちょうりつ ふじみしょうがっこう）は、青森県北津軽郡鶴田町大字野木にあった公立小学校。

## 概要
鶴田町野木地区にあり、野木・木筒地区を学区としていた。主な進学先は、鶴田中学校。

## 沿革
- 1986年（昭和61年）4月 - 野木小学校と木筒小学校を統合して開校。
- 1995年（平成7年）7月28日 - この日から7月30日まで、東村山市立富士見小学校との姉妹校交流を行った[1]。
- 2019年（令和元年）11月30日 - 本校体育館で、閉校式挙行[2]。
- 2020年（令和2年）3月31日 - 鶴田小学校に統合され、閉校[3]。

## 交通
閉校時点
- 鶴田町中心部から車で約2.8km・約6分。
- JR五能線陸奥鶴田駅から、徒歩約2.8km・約45分。
- 学校周辺は路線バスなど公共交通機関は通っていない。

## 周辺
- 岩木川
- 青森県道37号弘前柏線（バイパス道路）
- 青森県道200号米山菖蒲川線
  - その他は、田畑のみ。

## 校舎売却問題
- 鶴田町は2020年3月末をもって閉校した本校の校舎を売却する方針[4]を示し、札幌市の医療廃棄物中間処理業者が一旦落札し、売買契約まで進んだが、町民への事前説明が無かった事から、町民の反発を招き、町は一旦合意した札幌市の医療廃棄物中間処理業者の売買契約を取り消し、改めて入札を行う事となった。なお、改めて行う入札には、この医療廃棄物中間処理業者は再入札させない方針を決めた[5]。

## 参考資料
- 『東奥年鑑』1986年版と1987年版の「小学校 - 北郡」